# Belgische Waffeln

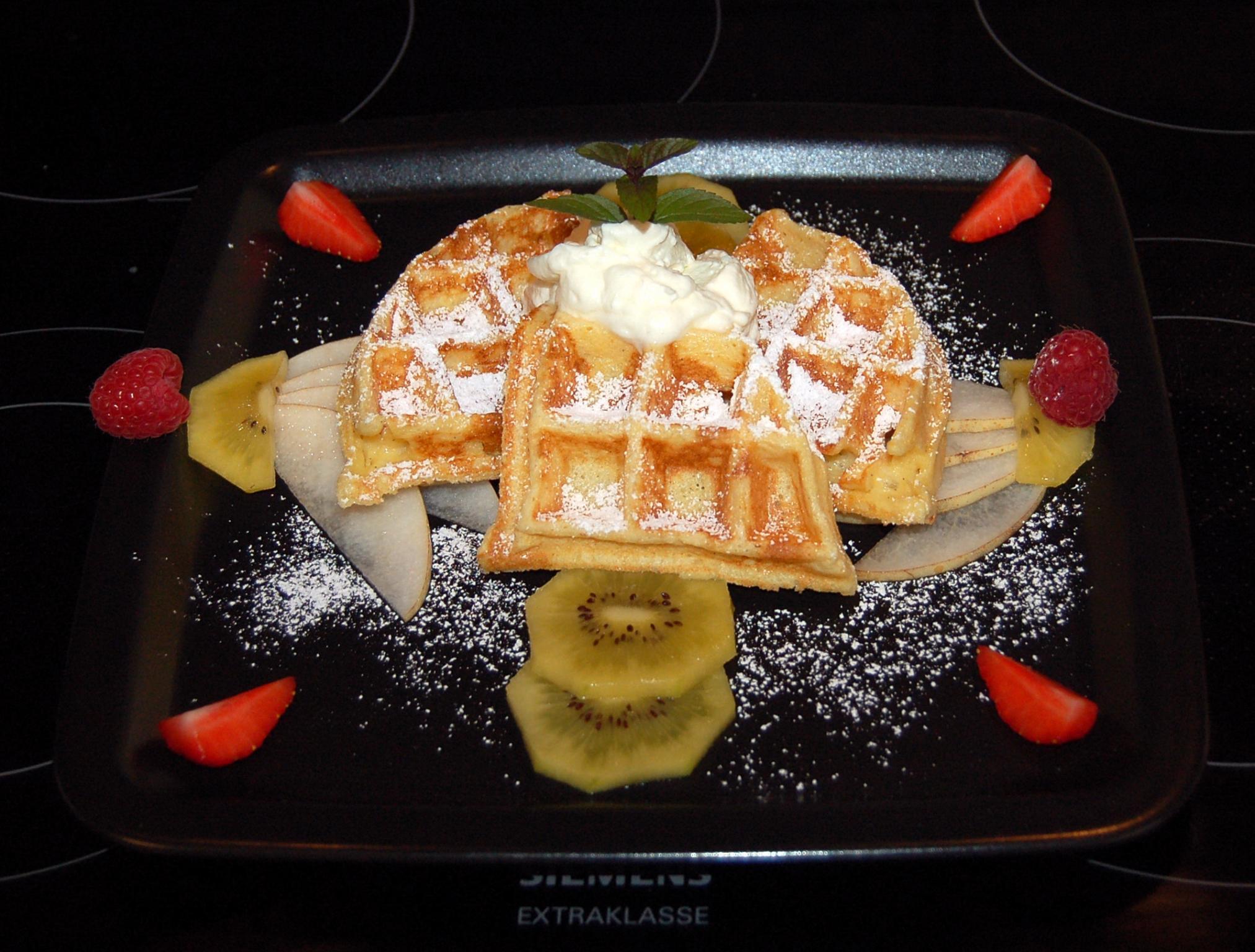
Brüsseler Waffel mit Obst

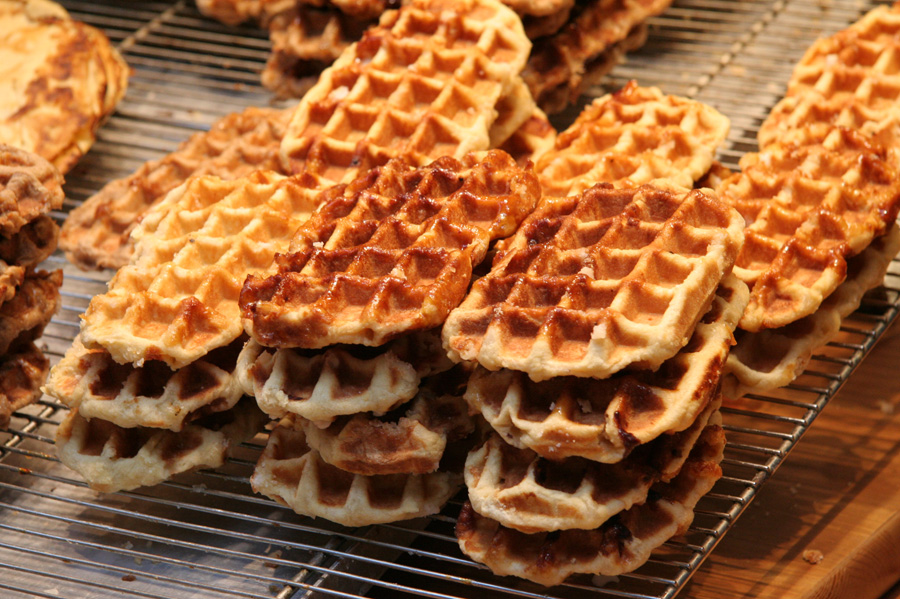
Lütticher Waffeln

Belgische Waffeln (französisch gaufres, niederländisch wafels) sind in Belgien eine bekannte Spezialität. Diese dicken Waffeln mit tiefem Muster werden mit unterschiedlichen Zutaten serviert.
Man unterscheidet Brüsseler Waffeln und Lütticher Waffeln. Brüsseler Waffeln bestehen aus einem weichen Rührteig, während die Lütticher Waffeln als Hefeteig dick, zuckersüß und buttertriefend beschrieben werden können. Bei den Lütticher Waffeln wird Perlzucker in den Teig gegeben. Beide Waffeltypen werden meist warm verzehrt.
Beilagen der belgischen Waffel sind typischerweise Erdbeeren, Bananen, Schlagsahne oder heiße Schokolade. Häufig werden auch Butter oder Sirup darübergegeben.
Waffeln im Allgemeinen gibt es seit dem Mittelalter, wo sie eine religiöse Funktion hatten. Die Lütticher Waffeln gehen auf das 18. Jahrhundert zurück. Nach einer Geschichte stammt ihr Name von einem Lütticher Prinzen. Dieser Prinz beauftragte einen Koch, einen Kuchen zuzubereiten. Der Koch mischte Zucker in den Teig und schnitt ihn in gleich große Stücke. Der Vanillegeruch, der beim Backen entstand, lockte den Prinzen in die Küche. Die entstandenen Waffeln wurden sein Lieblingsgericht.
Die Brüsseler Waffeln entstanden erst in der Mitte des 19. Jahrhunderts.